# Bogojina
Bogojina (pronunciación eslovena: [bɔɡɔˈjiːna]; húngaro: Bagonya o Zalabagonya) es una localidad eslovena perteneciente al municipio de Moravske Toplice, en el noreste del país. Tiene una población estimada, en 2021, de 548 habitantes.
Se conoce la existencia de la localidad desde 1208. La localidad original fue gravemente dañada durante las guerras otomanas, que destruyeron el vecino pueblo de Obrančavci. Durante la Reforma protestante fue una localidad luterana, pero volvió a control católico a partir de 1669. En 1688 recibió derechos de mercado.
La localidad se ubica unos 5 km al este de la capital municipal Moravske Toplice, sobre la carretera 442, que lleva a Lendava.